# Статистика на Бозе-Айнщайн
Статистиката на Бозе—Айнщайн описва разпределението на частиците между квантовите състояния на система от невзаимодействащи неразличими бозони.
Вълновата функция на система от бозони е симетрична относно размяната на частици. Поради тази симетрия бозоните не се подчиняват на принципа на Паули: в дадено квантово състояние може да има неограничен брой бозони от един и същи вид.
Статистиката на Бозе—Айнщайн изразява средния брой бозони, които заемат дадено квантово състояние на системата при дадени температура и химичен потенциал. Тя е въведена от Сатиендра Бозе през 1924 г., който я прилага върху фотони, а по-късно е обобщена от Алберт Айнщайн. .
Средният брой частици в квантовото състояние {\displaystyle k} е:
{\displaystyle {\overline {n_{k}}}={\frac {1}{e^{(\epsilon _{k}-\mu )/k_{B}T}-1}}},
където {\displaystyle \epsilon _{k}} e енергията на квантовото състояние, {\displaystyle \mu } e химичният потенциал, {\displaystyle k_{B}} е константата на Болцман, а {\displaystyle T} е абсолютната температура.
Понеже неравенството {\displaystyle {\overline {n_{k}}}\geq 0} трябва да е изпълнено за всички {\displaystyle k}, включително за основното състояние, стойността на химичния потенциал трябва да е по-малка от енергията {\displaystyle \epsilon _{0}} на основното състояние на системата:
{\displaystyle \mu <\epsilon _{0}}.
Нулевото ниво на енергията може да се избере произволно, затова често се прави изборът {\displaystyle \epsilon _{0}\equiv 0}. В такъв случай горното ограничение приема вида:
{\displaystyle \mu <0}.
За сравнение, химичният потенциал на газ на Ферми може да бъде както положителен, така и отрицателен, а при Болцманов газ е силно отрицателен.
От формулата за {\displaystyle {\overline {n_{k}}}} е видно, че с намаляване на температурата все повече частици попадат в основното състояние. При достатъчно ниска температура почти всички частици се намират в основното състояние (Бозе—Айнщайнов кондензат).